# Rhoptromyrmex mayri
Rhoptromyrmex mayri is een mierensoort uit de onderfamilie van de Myrmicinae. De wetenschappelijke naam van de soort is voor het eerst geldig gepubliceerd in 1912 door Forel.